# Campeonato Panamericano de Ciclismo en Ruta 2016
La 31.ª edición del Campeonato Panamericano de Ciclismo en Ruta, se llevó a cabo entre el 19 y el 22 de mayo de 2016 en San Cristóbal, Venezuela, con la participación de pedalistas de veinte países del continente.
La competencia realizó a cabo pruebas tanto masculinas (élite y sub-23) como pruebas femeninas.
La prueba perteneció al UCI America Tour 2016 dentro de la categoría CC (Circuitos Continentales), y fue organizada por la Confederación Panamericana de Ciclismo adscrito a la UCI.

## Ruta

### Masculino
| Evento                             | Oro                                   | Plata                                   | Bronce                                       |
| ---------------------------------- | ------------------------------------- | --------------------------------------- | -------------------------------------------- |
| Ruta (élite) (22 de mayo)          | Jonathan Caicedo · Ecuador · 4:18,18  | Brayan Ramírez · Colombia · 4:18,18     | Jonathan Monsalve · Venezuela · 4:19,43      |
| Ruta (sub-23) (21 de mayo)         | José Luis Rodríguez · Chile · 3:08,57 | Jonathan Narváez · Ecuador · 3:09,14    | John Anderson Rodríguez · Colombia · 3:09,14 |
| Contrarreloj (élite) (19 de mayo)  | Walter Vargas · Colombia · 49:10      | Laureano Rosas Argentina 49:41          | Cristián Serrano · Colombia · 50:09          |
| Contrarreloj (sub-23) (19 de mayo) | José Luis Rodríguez · Chile · 32:59   | Carlos Mario Ramírez · Colombia · 33:49 | John Anderson Rodríguez · Colombia · 34:33   |

### Femenino
| Evento                            | Oro                              | Plata                                    | Bronce                             |
| --------------------------------- | -------------------------------- | ---------------------------------------- | ---------------------------------- |
| Ruta (élite) (21 de mayo)         | Iraida García · Cuba · 2:38,26   | Arlenis Sierra · Cuba · 2:38,27          | Flavia Oliveira · Brasil · 2:38,27 |
| Contrarreloj (élite) (19 de mayo) | Serika Gulumá · Colombia · 27:44 | Ana Cristina Sanabria · Colombia · 28:05 | Ingrid Drexel · México · 28:45     |

## Medallero
| Núm.  | País      | Oro | Plata | Bronce | Total |
| ----- | --------- | --- | ----- | ------ | ----- |
| 1     | Colombia  | 2   | 3     | 3      | 8     |
| 2     | Chile     | 2   | 0     | 0      | 2     |
| 3     | Cuba      | 1   | 1     | 0      | 2     |
| 4     | Ecuador   | 1   | 1     | 0      | 2     |
| 5     | Argentina | 0   | 1     | 0      | 1     |
| 6     | México    | 0   | 0     | 1      | 1     |
| 7     | Brasil    | 0   | 0     | 1      | 1     |
| 8     | Venezuela | 0   | 0     | 1      | 1     |
| Total | Total     | 6   | 6     | 6      | 18    |